# Sangiaccato di Suğla
Il Sangiaccato di Suğla era una provincia ottomana di secondo livello (Sangiaccato o Liwā’) che comprendeva la regione intorno a Smyrna (la moderna Smirne) e al suo sud, intorno a Söke.

## Storia
Smirne e la regione circostante non passarono sotto il controllo ottomano permanente fino al 1425. L'area divenne un sanjak all'interno dell'Eyalet di Anatolia fino al 1533, quando fu trasferito all'Eyalet dell'Arcipelago appena creato. Il sangiaccato sembra però non essere esistito verso il 1520. Inoltre, Leunclavius nel 1588 non lo menziona, e Ayni Ali registra ancora Suğla come parte dell'Eyalet di Anatolia intorno al 1600, così come Hezarfen Huseyn Efendi verso il 1680.
Nel XVII secolo, la capitale del sangiaccato era a Söke, prima di essere spostata a Smyrna nel XVIII. Secondo il viaggiatore del XVII secolo Evliya Çelebi, era suddivisa in 13 distretti (kaza): Smirne (Smyrna), Karaburun, Urla, Çesme, Sığacık, Sivrihisar, Aynaabad, Ğumaabad, Kızılhisar, Ayasluğ, Kuşadası, Balat e Söke. L'intero sangiaccato era talvolta chiamato come Sığacık, ma secondo Hezarfen Huseyn Efendi, formava un sangiaccato separato sotto Eyalet di Anatolia.
Come parte delle riforme del Tanzimat, Suğla fu trasferita all'Eyalet di Saruhan, di breve durata, quando fu fondata (probabilmente nel 1841, sicuramente entro il 1846), e fu trasferita all'Eyalet di Aydin quando Saruhan fu abolito nel 1847. Nel 1850, fu unita alla sottoprovincia capitale (pasha-sanjak) di Izmir.